# Коммунистическая партия Непала (марксистско-ленинистская)
Коммунистическая партия Непала (марксистско-ленинская) — название нескольких коммунистических политических партий в истории современного Непала, связанных фигурой Чандры Пракаша Маинали.

## Три партии
- 1978 — подпольная компартия, отошедшая от вооружённой борьбы в 1982, когда на место смещённого генсека Ч. П. Маинали был избран Джала Натх Кханал. Образована под влиянием индийских наксалитов из Всенепальского революционного координационного комитета (марксистско-ленинистского), в который влились отделение КПН (Аматья) в районе Дхапа, Непальская революционная организация (марксистско-ленинистская) Мадхава Кумара Непала, Группа фронта освобождения Мадана Кумара Бхандари (он будет третьим и последним генсеком этой компартии) и другие радикальные группировки, преимущественно маоистской ориентации. В 1991 слилась с Коммунистической партии Непала (марксистской) в Коммунистическую партию Непала (объединённую марксистско-ленинскую).

- 1998 — бывшая фракция КПН (ОМЛ), восстановившая «старую» партию: её председательница Сахана Прадхан выступала за тактический альянс с правой Растрия Праджатантра Парти, тогда как генсек КПН (ОМЛ) Мадхав Кумар Непал выступал против. Считалось, что КПН (МЛ) занимает более радикальные позиции, однако она приняла участие в одном из правительств Г. П. Коиралы. После неудачи на выборах 1999 года, когда КПН (МЛ) собрала 6,4 % голосов, однако не получила ни одного места в парламенте, в 2002 году большинство фракции снова вошло в состав КПН (ОМЛ).

- 2002 — фракция предыдущей КПН (МЛ) во главе с Чандрой Пракашем Маинали, выступившая против слияния с КПН (ОМЛ)[1]

## В XXI веке
КПН (МЛ) входила в Объединённый левый фронт и участвовала в Народном движении 2006 года. Партия претерпела кризис руководства, когда фракция во главе с Риши Рам Каттелем исключила партийного лидера Ч. П. Маинали, обвинив его в промонархической позиции (его брат Радха Кришна Маинали, также один из основателей и лидеров партии, получил министерский портфель в наиболее авторитарном королевском правительстве после самодержавного переворота короля Гьянендры). Фракция Ч. П. Маинали в свою очередь исключила внутрипартийную оппозицию. После исключения та слилась с фракцией Рам Сингха Шрестхи в Коммунистической партии Непала (Центр единства-Масал) и фракцией Ситарама Таманга в Коммунистической партии Непала (марксистско-ленинско-маоистский центр) в Коммунистическую партию Непала (объединённую)
На выборах 2008 года партия завоевала по пропорциональным спискам 8 депутатских мест (примерно 1,33 % голосов) в Учредительном собрании.
6 августа 2010 года в КПН (МЛ) произошёл очередной раскол, вызванный поддержкой лидера маоистов Пушпы Камала Дахала (Прачанды) на выборах премьер-министра. Отколовшиеся бывший министр Джагат Бахадур Богати и четыре члена УС создали Коммунистическую партию Непала марксистско-ленинскую (социалистическую)
На выборах 2013 года в Учредительное собрание партия получила пять мандатов по пропорциональной системе. Партия вошла в кабинет Кхадги Прасада Оли 5 ноября 2015 года: Чандра Пракаш Маинали стал вице-премьером и министром по делам женщин, детей и социального благосостояния.
На местных выборах 2017 года КПН (МЛ) получила только четыре места в местных органах власти. Партия также участвовала в парламентских выборах 2017 года, но не получила ни одного места.